# 魯道夫四世 (奧地利)
创业者鲁道夫（德語：Rudolf IV；1339年11月1日—1365年7月27日）是为哈布斯堡王朝的奧地利公爵（1358年－1365年在位）。鲁道夫是卓越的政治家。由于不满皇帝查理四世的金璽詔書中未使哈布斯堡家族成為選帝侯，魯道夫四世因此伪造了大特權，自封为大公，以期与七大選帝侯相并列，虽然此举并未得到皇帝的承認，但魯道夫四世也因此被後世稱為「创业者」。

## 出生
魯道夫四世是奧地利大公阿爾布雷希特二世長子，生於維也納。因為魯道夫四世生於奧地利境內，他對奧地利有深厚的感情。他對祖父阿爾布雷希特一世被侄子士瓦本的約翰殺害後失去羅馬人民的國王的王位，一直耿耿於懷，一生致力光復哈布斯堡家族光輝的歲月。

## 统治

### 即位
1358年，阿爾布雷希特二世驾崩，魯道夫四世繼承奧地利公國，由二弟腓特烈三世為第二公爵，兩名幼弟阿爾布雷希特三世及利奧波德三世共為第三公爵。在位期間，魯道夫四世致力現代化其轄地及城市，大大増加奧地利在德意志諸國中的地位。

### 金玺诏书与伪造特权
1356年，鲁道夫四世的岳丈皇帝查理四世於紐倫堡發佈金璽詔書，確立了日後帝國皇帝以選舉產生，并将权利赋予七位選帝侯，分別是美因茲、科隆、特里爾三位教會選侯；波希米亞國王、萊茵普法爾茨伯爵、薩克森维滕贝格公爵、勃蘭登堡藩侯四位世俗選侯，但奧地利並不在列。出于與七位選帝侯抗衡考虑，魯道夫四世於1358-59年下令伪造了大特權，試圖將奧地利升格為一個大公國，享有領土不可分割、設立長子自動繼位權、擁有獨立立法及司法權而不需向神聖羅馬帝國皇帝上訴等特權。但此举从未得到过查理四世的整体承认，仅对其中的一些索求表示了认可。知道1442年，经美因茨、勃兰登堡和萨克森选帝侯的同意，再加上1453年皇帝腓特烈三世的认可，奥地利的大公头衔才合法地受到帝国承认。

### 建设维也纳
在查理四世影响下，鲁道夫四世以維也納為大公國中心，并加以发展。他以查理四世為競爭對象，效法其在布拉格興建的查理大學，於1365年在維也納興建魯道夫大學——其被认为是最古老的德语大学（虽然直到1384年大学建立神学院，才被认为是一所完整的大学）。
宗教上，鲁道夫四世再次为实现自巴本贝格家族以来将维也纳变为独立教区，免受帕绍主教区管辖的愿望而努力。虽然鲁道夫四世仍未能够使维也纳成为独立教区，但鲁道夫于1358年成功得到教宗许可，建立了维也纳教区分会，其教务长（Provost）得授奥地利大主教头衔，并允许穿红衣（就像枢机主教一样）。鲁道夫亦开启了圣斯德望主教座堂的扩建（1359年3月11日的第一次奠基仪式，1359年4月7日奠基），其門前至今聳立着魯道夫四世及其妻子的紀念碑。

### 领地扩张
鲁道夫在世完成了多次领土兼并。
蒂罗尔：1363 年，蒂罗尔伯爵维特尔斯巴赫·迈因哈德三世去世后（迈因哈德嫁给了鲁道夫的妹妹玛格丽特），鲁道夫与迈因哈德母亲蒂罗尔的玛格丽特签订了继承条约，以此继承了蒂罗尔伯国。1364年2月，鲁道夫在布拉格被查理四世授予蒂罗尔的所有领地，使得依帝国法律转让蒂罗尔的行为合法化。巴伐利亚公爵曾与之交战，直到鲁道夫死后，才放弃了蒂罗尔，并于1369年与他们缔结了沙尔丁（Schärding）和约。
其他：1363年，鲁道夫购买了莱茵河畔诺伊贝格城堡的领地。通过这次收购，哈布斯堡王朝首次在今福拉尔贝格州站稳了脚跟。1363年9月，鲁道夫与特伦托主教阿尔伯特·冯·奥滕贝格（Albert von Ortenburg）签订了《特伦托契约》（Trienter Kompaktaten），明确了特伦托主教区直属于帝国，并确立了哈布斯堡家族对特伦托主教区的影响。

### 经济与社会治理
鲁道夫四世访问布拉格、拜访他的岳父和对威尼斯进行访问的行为可能塑造了他的城市化观念。应他们的要求，他授予他统治下的众多乡村城镇特殊权利，避免经济上非生产性和免税的教堂财产份额过大。他还成功地建立了一个相对稳定的硬币单位。

## 逝世
1365年5月初，鲁道夫四世前往米兰处理弗留利的冲突。但他患病，不得不暂缓计划。于6月下旬抵达米兰不久，鲁道夫四世病重。于1365年7月27日在米兰去世。
| 魯道夫四世 (奧地利) 哈布斯堡家族出生于：1339年11月1日逝世於：1365年7月27日 | 魯道夫四世 (奧地利) 哈布斯堡家族出生于：1339年11月1日逝世於：1365年7月27日                                         | 魯道夫四世 (奧地利) 哈布斯堡家族出生于：1339年11月1日逝世於：1365年7月27日 |
| 統治者頭銜                                                                 | 統治者頭銜 | 統治者頭銜                                                                 |
| -------------------------------------------------------------------------- | --- | -------------------------------------------------------------------------- |
| 前任者： 阿爾布雷希特二世                                                  | 奥地利及施蒂里亞公爵和克恩顿公爵 1358年8月16日—1365年7月27日 與腓特烈三世同時在任 （1358年8月16日—1362年12月10日） | 繼任者： 阿爾布雷希特三世 及 利奧波德三世                                  |
| 前任者： 邁因哈德三世                                                      | 蒂羅爾伯爵 1363年1月13日—1365年7月27日                                                                             | 繼任者： 阿爾布雷希特三世 及 利奧波德三世                                  |
| 前任者： 新頭銜                                                            | 卡尼鄂拉公爵 1364年—1365年7月27日                                                                                  | 繼任者： 阿爾布雷希特三世 及 利奧波德三世                                  |